# Mowa-Trawa
Mowa-Trawa – debiutancki album zespołu Superpuder wydany w 2007.

## Lista utworów
1. Co Mi Powiesz
2. Boyfriend
3. Mam Już Ciebie Dość
4. Niby Nic
5. Plan
6. Nie Masz Nic
7. On My Way
8. Rasiak Song
9. Co Zrobił Janas
10. Film Renaty
11. Ballada O G...

### Bonus Video
1. Niby Nic
2. Rasiak Song
3. Film Renaty
4. Tak Mi Źle